# Emilia Caballero Álvarez
Emilia Caballero Álvarez (Alacant, 1942) és una advocada valenciana. Fou Síndic de Greuges del País Valencià de manera interina entre el 2006 i el 2009.
Advocada en exercici durant més de 20 anys en matèria penal i civil en defensa dels drets de les dones. Fundadora el 1986 de l'Associació de Dones Juristes i Advocades Themis, també de la Plataforma per la Igualtat del País Valencià i altres associacions, fòrums i plataformes per la lluita pels drets de la dona, tant an nivell valencià, espanyol com internacional.
El 2001 accedeix al càrrec de síndica adjunta al Síndic de Greuges del País Valencià a proposta del PSPV. La manca d'entesa entre els partits polítics valencians amb representació a les Corts Valencianes (Partit Popular i Partit Socialista) per a triar a un nou Síndic de Greuges després de la sortida de Bernardo del Rosal el 2006, obliga a Emilia Caballero accedir al càrrec de manera interina.
El Grup Parlamentari Popular, amb majoria absoluta al parlament valencià, va protagonitzar diversos intents per desplaçar a Emilia Caballero de la Sindicatura. El juny de 2008, els populars promouen una modificació del reglament de les Corts per tal d'establir la rotatorietat del càrrec de síndic interí i permetre l'accés al síndic adjunt a proposta del PP, Carlos Morenilla. La Modificació fou anul·lada pel Tribunal Superior de Justícia de la Comunitat Valenciana, i Caballero fou reposada en el càrrec.
Finalment, el març de 2009, populars i socialistes arriben a un acord per a triar un nou síndic, José Cholbi.